# 魯多科皮
50°30′39″N 28°1′54″E / 50.51083°N 28.03167°E
魯多科皮（烏克蘭語：Рудокопи）是烏克蘭北部的村莊，隸屬日托米爾州的日托米爾區。該村始建於1937年，面積1.45平方公里，海拔高度212米，2001年人口156，人口密度每平方公里107.81人。